# 케네스 미첼
케네스 미첼(Kenneth Mitchell, 1974년 11월 25일~2024년 2월 24일)은 캐나다의 배우이다.

## 출연 작품
- 애스트로넛 와이브즈 클럽(2015)
- 미티어(2009)
- 홈 오브 더 쟈이언츠(2007)
- 테니스, 애니원...?(2005)
- 미라클(2004)
- 리크루트(2003)
- 오딧세이 5(2002)

### 텔레비전
- 제리코(2006~08)
- 고스트 위스퍼러(2008~09)
- 스위치드 앳 버스(2014)